# Біорізноманіття України (портал)

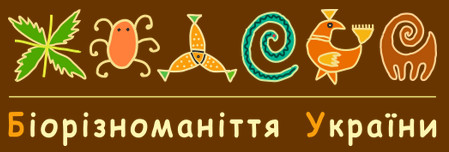
Лого Центру даних "Біорізноманіття України"

Біорізноманіття України (портал) — інтернет-ресурс «Центр даних Біорізноманіття України» (Biodiversity of Ukraine Data Centre), що створений і керується Державним природознавчим музеєм НАН України (Львів). Портал має українську та англійську версії.

## Структура й обсяг порталу
Портал включає 9 розділів (пункти основного меню): Головна, Таксономія, Види, Охорона, Колекція, Література, Карти, Інструменти, Про нас.
Портал створено в рамках виконання музеєм державної науково-прикладної теми «Створення музейно-інформаційного ресурсу як основи регіональних планів дій із збереження біорізноманіття» (державний реєстраційний номер — 0116U002134).
В основі програмного комплексу — база даних про біоту України, ключовими елементами якої є наукові і вернакулярні назви та дати реєстрації видів, їх геотеговане географічне та біотопічне розповсюдження, природоохоронні категорії, представленість в об'єктах природно-заповідного фонду України.
На сьогодні (дані на 1.01.2024) до бази даних включено: видів — 11732, охоронних статусів видів — 1712, колекційних зразків — 65988, літературних джерел (більшість з пдф) — 5139. Розділ з літературою має фільтри, пов'язані з розділами науки (напр. «альгологія», «ліхенологія», «ентомологія», «палеозоологія», «теріологія»).

## Автори сайту та матеріалів
Авторами порталу є Володимир Різун (автор концепції і координатор проекту) та Тарас Щербаченко (веб розробка і проектування баз даних). Авторами матеріалів є десятки біологів та природолюбів-аматорів, серед них Андрій Бокотей, Андрій Заморока, Володимир Різун, Василь Чумак та ін.
На сьогодні авторами і наповнювачами бази даних є біологи (переважно зоологи) з 5-ти установ:
- Державний природознавчий музей НАН України (Львів) — головна установа
- Національний науково-природничий музей НАН України (Київ)
- Прикарпатський національний університет імені Василя Стефаника (Івано-Франківськ)
- Інститут екології Карпат НАН України (Львів)
- Ужгородський національний університет (Ужгород)
- Природний заповідник "Медобори" (Гримайлів)

## Можливості щодо моніторингу біорізноманіття

### Аналіз накопичених колекцій
Основу баз даних становлять природничі колекції, які накопичуються десятиліттями і тому дозволяють аналізувати стан і зміни біоти у великому просторі й тривалому часі, а при потребі й перевіряти визначення матеріалів, що не дозволяють робити самі лише публікації. Як зазначено в огляді цінності природничих колекцій, «Зоологічні колекції є одним з найцінніших надбань природничої науки завдяки тому, що вони дозволяють концентрувати й накопичувати в одному місці матеріали, які неможливо зібрати за короткий проміжок часу силами одного дослідницького колективу, забезпечуючи збереження колекційних зразків різної давнини та з різних місцевостей в одному місці. Завдяки цьому окремі колекції й музеї в цілому створюють можливість дослідження достатніх для аналізу вибірок та порівняння різних зразків, включаючи й верифікацію даних, які вивчаються й публікуються різними дослідниками» (Загороднюк та ін., 2014). Власне, такі ідеї накопичення даних і оперування ними й реалізують дата-центри, які в Україні представляє портал «Біорізноманіття України».
Цей ресурс дозволяє здійснювати облік зразків музейних колекцій:
- Присвоювати інвентарні номери зразкам;
- Проводити опис / документування біологічних зразків;
- Завантажувати зображення зразків (прикладів на порталі чимало);
- Генерувати QR-коди для конкретних зразків (адміністративна частина порталу) і надалі використовувати їх для інвентаризації музейних колекцій або в експозиційно-виставковій діяльності;
- Генерувати інвентарні картки / паспорти окремих зразків.

### Можливості моніторингу біоти природних територій
Ресурс «Біорізноманіття України» дозволяє виконувати дуже різні завдання, а серед них:
- створювати списки біоти різного таксономічного рангу окремих територіальних виділів країни та водойм, різних часових проміжків,
- створювати списки видів які підлягають охороні та ендемічних видів, видів які зберігаються в колекціях певних наукових інституцій,
- знаходити конкретні зразки за їхнім інвентарним номером, створювати списки видів за типом їх реєстрації/колекціонування, зібраних чи визначених конкретними спеціалістами,
- проводити пошук літературних джерел які стосуються біоти України,
- проводити розширений пошук за усіма згаданими параметрами.

Цей ресурс забезпечує можливість ведення моніторингу біорізноманіття окремих регіонів та країни в цілому і можливість підготовки наукових обґрунтувань щодо створення нових об'єктів природно-заповідного фонду та (або) аналітичних оглядів з оцінки впливу на довкілля.

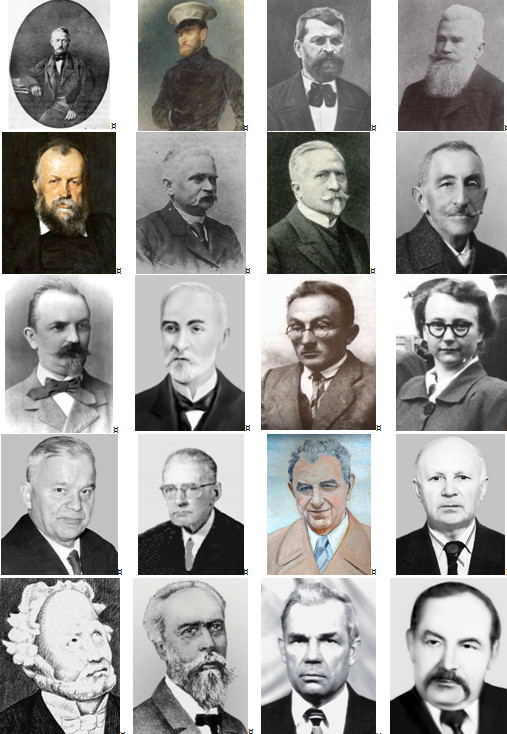
Фото авторів віртуальних колекцій на порталі Центр даних "Біорізноманіття України"

### Віртуальні колекції
На порталі створено розділ «Віртуальні колекції». На даний час представлені колекції з фондів Державного природознавчого музею НАН України: Франца Гербіха, Володимира Дідушицького, Максиміліана Новицького, Антонія Ремана, Мар'яна Ломницького, Йозефа Дзєндзелевича, Антонія Вєжейського, Івана Верхратського, Остапа Волощака, Гіацинта Лобажевського, Марка Сагана, Купави Уличної, Григорія Козія, Володимира Лазорка, Івана Загайкевича, Костянтина Малиновського, Олександра Завадського, Владислава Тинецького, Владислава Шафера, Василя Коліщука, Івана Вайнагія, Йосипа Мондальського. Колекції у процесі оцифрування фондів і внесення фотографій у базу даних віртуальні колекції автоматично поповнюються.